# Sertão (film)
Pour les articles homonymes, voir Sertão (homonymie).
Pour plus de détails, voir Fiche technique et Distribution.
Sertão est un film brésilien réalisé par João G. Martin, sorti en 1949.

## Fiche technique
- Titre : Sertão
- Réalisation : João G. Martin
- Musique : Sergio Vasconcellos
- Photographie : Lincoln Macedo Costa
- Pays :  Brésil
- Dates de sortie : 
  -  Brésil : 1949

## Distinctions
Le film a été présenté en sélection officielle en compétition au Festival de Cannes 1949.